# 拉菲特·胡索维奇
拉菲特·胡索维奇（1964年4月2日—2021年3月9日），波什尼亚克人，黑山政治人物，前副总理。

## 生平
1964年出生于南斯拉夫社会主义联邦共和国黑山社會主義共和國羅扎伊的一个波什尼亚克人家庭。早年在当地接受教育，之后毕业于普里什蒂纳自然科学学院。2006年黑山独立后，参与创立波什尼亚克党，并担任首任党主席。2009年至2012年，担任不管部长。2012年至2020年，担任副总理，负责地区发展事务。2021年3月9日逝世，享年56岁。